# Betaniaförsamlingen på Korpo
Betaniaförsamlingen på Korpo (Korpo Betania) är en pingstförsamling i Norrskat i Korpo i Egentliga Finland. Församlingen grundades under namnet Sionförsamlingen på Norrskata 1922 med Verner Lindholm som föreståndare. Under den första 20-årsperioden välkomnades 181 medlemmar.
På sjuttiotalet kom Maj Ekqvist till Korpo, där Sionförsamlingen hade ett bönehus som kallas Betania.

## Föreståndare
- Verner Nyman
- Fingal Rudstam
- Sven Brinklöf
- Fred Nyman